# Марутаєв Михайло Олександрович
Марутаєв Михайло Олександрович — російський композитор. Заслужений діяч мистецтв Росії (1986).
Народився 1926 р. Закінчив Московську консерваторію.
Автор музики до українського кінофільму «Повість про чекіста» (1969).